# کارکس توارسی
کارکس توارسی (به انگلیسی: Carex thouarsii) گونه‌ای از جگنیان است.